# Osservati dall'inganno
Osservati dall'inganno è il primo LP per l'Hardcore punk band di italiana Indigesti. Il disco, stampato dalla T.V.O.R. on vinyl su vinile celeste, venne più volte ristampato dalla stessa anche con differenti copertine e differenti colorazioni del vinile. In seguito venne ristampato su CD dalla Vacation House Records, piccola casa discografica indipendente fondata dal cantante degli stessi Indigesti. Ristampato nel 2010 in cofanetto da ShaKe Edizioni ISBN 9788888865874.

## Formazione
- Rudy Medea voce
- Enrico Giordano chitarra
- Silvio Bernelli basso
- Massimo Corradino batteria

## Brani
1. Silenzio statico
2. Doppio confronto
3. Diretto nel mio sguardo
4. Senso di abitudine
5. Fragile costruzione mobile
6. Osservati dall'inganno
7. Alone d'oro
8. Dune
9. Dubbio legato
10. Permessi nel disagio
11. Uguale nell'uguale
12. Oltre camera